# 수면 위생
수면위생은 1970년대 후반 경증중간 불면증 환자를 돕기 위한 방법으로 개발된 행동환경적 실천이지만 2014년 1월 1일 개별 권고사항의 효과성에 대한 증거는 "제한적이고 결론적이지 못하다"고 밝혔다. 임상의는 불면증이나 우울증 같은 다른 질환이 있는 사람들의 수면 위생을 평가하고, 그 평가에 기초하여 권고를 한다. 수면위생 권고안에는 규칙적인 수면일정 수립, 주의해서 낮잠을 이용, 신체적으로나 정신적으로 취침 시간에 너무 가까이 운동하지 않는 것, 걱정 제한, 수면 전 몇 시간 동안 빛에 노출되는 것 제한, 잠이 오지 않는 경우 침대에서 일어나기, 수면과 섹스 이외의 다른 용도로 침대를 사용하지 않는 것, 알코올을 피하는 것,잠자기 전 몇 시간 동안 오틴, 카페인, 그리고 다른 흥분제들, 그리고 평화롭고 편안하고 어두운 수면 환경을 갖는 것이 포함된다.

## 평가
수면 위생을 평가하는 것은 개인이 부적절한 수면 위생 장애가 있는지 여부를 결정하는 데 중요하다. 진단 평가는 일반적으로 임상 면담을 사용하여 수행되며 대표 샘플 데이터를 기록하기 위해 일반적으로 1 ~ 2 주 동안 보관되는자가보고 설문지  및 수면 일기로 보완된다. 진단 프로세스에 사용할 수 있는 Sleep-EVAL 시스템과 같은 전산화 된 평가도 있다. 개인의 이전 답변에 따라 자동으로 선택된 1,543 개의 가능한 질문이 있다.
수면 위생 실습과 수면 위생 관행에 대한 지식은 수면 위생 지수, 수면 위생 인식 및 실습 척도,  또는 수면 위생자가 테스트와 같은 측정으로 평가할 수 있다. 어린 개인의 경우 수면 위생은 청소년 수면 위생 척도 또는 어린이 수면 위생 척도로 평가할 수 있다.

## 권장 사항
임상의는 개인별로 수면의 질을 개선하기 위한 권장 사항 중에서 선택하고 상담은 환자 교육의 한 형태로 제공된다.

### 수면 일정
한 가지 권장 사항은 수면 시간과 관련이 있다. 성인의 경우 수면 시간이 7 ~ 8 시간 미만이면 신체적, 정신적 건강상의 여러 결함과 관련이 있으므로 수면 위생 권장 사항은 충분한 수면 시간을 허용하는 것이다. 임상의는 이러한 수면 시간이 낮잠을 통해서가 아니라 밤에 얻어지는 것을 자주 조언 할 것이다. 왜냐하면 낮잠은 수면 부족 후에 도움이 될 수 있지만 정상적인 조건에서는 낮잠이 야간 수면에 해로울 수 있기 때문이다. 낮잠이 수면 및 성능에 미치는 부정적인 영향은 기간과시기에 따라 달라지며, 낮잠이 가장 짧을수록 방해가 되지 않는다.  또한 매일 아침 같은 시간에 깨어나 일반적으로 규칙적인 수면 일정을 갖는 것의 중요성에 중점을 둔다.

### 활동
운동은 수면의 질을 촉진하거나 억제 할 수 있는 활동이다. 운동을하는 사람은 그렇지 않은 사람보다 더 나은 수면을 경험하지만 하루에 너무 늦게 운동하면 잠을 늦출 수 있다. 낮에는 밝고 자연광에 노출을 늘리고 취침 전 몇 시간 동안 밝은 빛을 피하는 것은 자연의 매일의 명암주기와 일치하는 수면-각성 일정을 촉진하는 데 도움이 될 수 있다.
생리적 각성과인지 활동을 감소시키는 활동은 수면을 촉진하므로 취침 전에 편안한 활동을하는 것이 좋다. 반대로, 잠자리에 들기 직전이나 잠자리에 들기 직전에 중요한 작업 활동을 계속하거나 계획을 세우는 것은 잠드는 것을 지연시키는 것으로 나타났다. 마찬가지로, 좋은 수면 위생은 취침 직전에 걱정이나 감정적으로 불쾌한 것에 대해 생각하는 시간을 최소화하는 것과 관련이 있다.  의도적으로 잠들려고 시도하는 것은 잠들지 못하게하는 좌절감을 유발할 수 있으므로 그러한 상황에서 사람은 침대에서 일어나 잠깐 동안 다른 것을 시도하도록 권고받을 수 있다.
일반적으로 수면에 어려움을 겪는 사람들의 경우, 잠자리에 드는 시간을 줄이면 더 깊고 지속적인 수면을 취하게 되므로 임상의는 수면 (또는 성관계)을 제외한 모든 활동에 대해 침대 사용을 자주 권장하지 않는다.

### 음식과 물질
자극제 효과 나 소화 장애로 인해 수면을 방해하는 음식과 물질이 많이 발견되었다. 대부분의 수면 위생 전문가는 취침 전 몇 시간 동안 니코틴, 카페인 (커피, 에너지 드링크, 청량 음료, 차, 초콜릿 및 일부 진통제 포함) 및 기타 각성제를 피하는 것이 좋다. 이러한 물질이 활성화되기 때문에 각성을 유지하는 신경 생물학적 시스템. 잠자리에 들기 전의 알코올은 종종 임상의에 의해 권장되지 않는다. 알코올은 처음에는 졸음을 유발할 수 있지만 알코올 대사로 인한 각성은 수면을 방해하고 상당히 분열시킬 수 있기 때문이다. 잠자리에 들기 전에 담배를 피우는 것은 깊은 수면 시간을 줄임으로써 휴식의 질을 저하시켜 수면 분열과 야행성 불안을 유발하는 것으로 생각된다. 잠자리에 들기 직전에 다량의 식사를 하는 것과 모든 것을 신진 대사하기위한 노력이 필요한 배고픔은 수면 장애와 관련이 있다. 임상의는 잠자리에 들기 전에 가벼운 간식을 먹는 것이 좋다. 마지막으로, 취침 전에 액체 섭취를 제한하면 배뇨로 인한 중단을 예방할 수 있다.

### 수면 환경
조용하고 매우 어둡고 시원한 수면 환경을 마련하는 것이 좋다. 소음, 빛 및 불편한 온도는 지속적인 수면을 방해하는 것으로 나타났다. 덜 연구되었지만 자주 사용되는 다른 권장 사항으로는 편안한 매트리스, 침구 및 베개를 선택하고 잠들려고 할 때 시간에 집중하는 것을 방지하기 위해 눈에 보이는 침실 시계를 제거하는 것이 있다.
수면 중 빛에 노출되면 눈의 피로를 유발하는 것으로 나타났다.
2015년에 매트리스에 대한 연구를 체계적으로 검토 한 결과 중간 정도의 단단한 맞춤형 팽창 매트리스가 통증과 중립 척추 정렬에 가장 적합하다고 결론지었다.

## 유효성
수면 위생 연구는 다양한 수면 위생 추천 세트 사용과 슬립 위생 개선이 수면의 질이 약하고 2014년 기준 결정적이다 향상 시킨다는 증거  . 수면 위생 원칙에 대한 대부분의 연구는 임상 환경에서 수행되었으며 비 임상 인구에 대한 더 많은 연구가 필요하다.
각 추천에 대한 연구 지원의 강도는 다양하다. 보다 강력하게 연구되고 지원되는 권장 사항 중 일부에는 시끄러운 수면 환경의 부정적인 영향, 수면 전 시간의 음주, 수면 전에 정신적으로 어려운 작업에 참여하고 잠들기 너무 열심히 노력하는 것이 포함된다. 보다 편안한 매트리스 구입, 침실 시계 제거, 걱정하지 않고 액체 제한 등 특정 수면 위생 권장 사항의 효과에 대한 증거가 부족하다.  낮잠이나 운동의 효과와 같은 다른 권장 사항은 더 복잡한 증거 기반을 가지고 있다. 예를 들어, 낮잠의 효과는 최근 밤에 개인이 얼마나 많은 누적 수면을했는지와 함께 낮잠 시간과 시간에 따라 달라진다.
하나 이상의 수면 위생 권장 사항을 따르는 사람들에게 긍정적 인 수면 결과를 보여주는 지원이 있다.
수면 위생만으로는 불면증 치료에 효과적이라는 결정적인 증거가 없지만 일부 연구에서는 인지 행동 요법과 함께 수면 위생 교육을받은 환자의 불면증이 개선된 것으로 나타났다.

## 특수 인구
수면 위생은 불면증에 대한인지 행동 치료의 핵심 요소이다. 수면 위생 권장 사항은 불면증의 증상을 줄이거 나 제거하는 것으로 나타났다. 특정 수면 장애는 다른 또는 추가 치료 방법이 필요할 수 있으며, 수면 장애를 지속하려면 의료 서비스 제공자의 추가 지원이 필요할 수 있다.
대학생들은 열악한 수면 위생에 관여 할 위험이 있으며 수면 부족의 결과를 인식하지 못할 수도 있다.  불규칙한 주간 일정과 캠퍼스 환경으로 인해 대학생들은 일주일 내내 다양한 수면-각성 일정을 유지하고, 낮잠을 자고, 취침 시간에 카페인이나 알코올을 마시고, 방해가되는 수면 환경에서 수면을 취할 가능성이 있다. 이 때문에 연구자들은 대학 캠퍼스에서 수면 위생 교육을 권장한다.  예를 들어, Harvard University는 모든 신입생 1 학년생이 가을 학기가 시작되기 전에 해당 주제에 대한 짧은 온라인 과정을 이수해야 한다.
마찬가지로 교대 근무자 들은 야간 근무 또는 불규칙한 근무 시간으로 인해 건강한 수면-각성 일정을 유지하는 데 어려움을 겪는다. 교대 근무자는 낮잠과 카페인 마시는 것에 대해 전략적으로 행동해야 한다. 이러한 관행은 업무 생산성과 안전을 위해 필요할 수 있지만 신중하게 시간을 정해야하기 때문이다. 교대 근무자는 다른 개인이 깨어있는 동안 잠을 자야 할 수 있으므로 추가 수면 환경 변경에는 전화를 끄고 침실 문에 표지판을 게시하여 다른 사람이 잠을 잘 때이를 알리는 등의 방해를 줄이는 것이 포함되어야 한다.
낮은 기분과 에너지의 증상으로 인해 우울증 이있는 사람은 낮 동안 낮잠을 자고, 취침 시간에 술을 마시고, 낮 동안 다량의 카페인을 섭취하는 등 좋은 수면 위생에 반하는 행동을 할 수 있다. 수면 위생 교육 외에도 밝은 빛 요법은 우울증 환자에게 유용한 치료법이 될 수 있다. 아침 밝은 빛 요법은 더 나은 수면-각성 일정을 수립하는 데 도움이 될뿐만 아니라, 특히 계절성 정서 장애와 관련된 경우 우울증을 직접 치료하는 데 효과적이라는 것이 밝혀졌다.
천식이나 알레르기 로 인해 호흡 곤란이있는 개인은 수면 위생 권장 사항의 특정 변형으로 해결할 수 있는 양질의 수면에 대한 추가적인 장벽을 경험할 수 있다. 호흡 곤란은 수면 장애를 유발하여 수면을 유지하고 편안한 수면을 취하는 능력을 저하시킬 수 있다. 알레르기 또는 천식이있는 개인의 경우 침실 환경의 잠재적 유발 요인에 대해 추가로 고려해야 한다.  수면 중 호흡 능력을 향상시킬 수있는 약물은 다른 방식으로 수면을 손상시킬 수 있으므로 충혈 완화제, 천식 조절제 및 항히스타민 제를주의 깊게 관리해야 한다.

## 이행
수면 위생 전략에는 운동 및 수면 환경과 관련하여 수면 시간 및 음식 섭취에 대한 조언이 포함된다. 권장 사항은 개별 상황에 대한 지식에 따라 다르다. 상담은 환자 교육의 한 형태로 제공된다.
공중 보건 증진에 있어 수면 위생의 역할에 대한 관심이 증가함에 따라 인쇄물과 인터넷에서 사용할 수 있는 자료의 수가 증가했다. 공중 보건 이니셔티브를 실행하는 조직에는 National Sleep Foundation과 Harvard Medical School의 수면 의학 부서가 포함되며, 두 기관 모두 수면 위생에 대한 팁, 교육용 비디오, 수면 위생 자체 평가, 설문 조사와 같은 수면 위생 리소스가있는 공개 웹 사이트를 만들었다. 수면 위생에 대한 통계 및 수면 전문가를 찾는 도구. 미국 질병 통제 예방 센터와 미국 수면 의학 아카데미 간의 협력 계약은 수면 위생에 대한 인식 증진을 목표로하는 국가 건강 수면 인식 프로젝트를 조정하기 위해 2013년에 수립되었다.

## 역사
수면 위생이라는 용어는 1939년 Nathaniel Kleitman에 의해 처음 소개되었지만 1977년 심리학자 Peter Hauri가 출판 한 책은 현대 수면 의학의 맥락에서 개념을 도입했다. :289 이 책에서 Hauri는 수면 개선을 위한 행동 규칙의 목록을 설명했다.  비슷한 개념이 1864년에 관련 원저를 출판 한 Paolo Mantegazza 에게도 알려졌다. 국제 수면 장애 분류 (ICSD)의 1990년 간행물은 부적절한 수면 위생 진단 범주를 도입했다.  부적절한 수면 위생은 2005년에 발표 된 ICSD-II에서 만성 불면증 장애의 하위 분류이다. 두 개의 다른 분류와 함께 2014년 ICSD-III에서 제거되었다. "임상 실습에서 안정적으로 재현 할 수 있는 것으로 느껴지지 않았기 때문이다."
특정 수면 위생 권장 사항은 시간이 지남에 따라 변경되었다. 예를 들어, 단순히 수면제를 피하라는 조언이 초기 권장 사항 세트에 포함되었지만 수면에 도움이되는 약물이 더 많이 도입됨에 따라 그 사용에 관한 권장 사항이 더욱 복잡해졌다.

## 같이 보기
- 크로노 타이프
- 일주기 리듬
- 다크 테라피